# Marius Măldărășanu
Marius Măldărășanu, né le 19 avril 1975 à Ploiești (Roumanie), est un footballeur roumain, évoluant au poste de milieu de terrain. 
Au cours de sa carrière, il évolue au Petrolul Ploiești, au Rapid Bucarest, à Beşiktaş et au FC Brașov ainsi qu'en équipe de Roumanie. Măldărășanu ne marque aucun but lors de ses huit sélections avec l'équipe de Roumanie entre 2000 et 2006. 

## Biographie

### En club
Avec le club du Rapid Bucarest, il joue deux matchs en Ligue des champions, deux matchs en Coupe d'Europe des vainqueurs de coupe, et enfin 26 matchs en Coupe de l'UEFA. En Coupe de l'UFEA, il inscrit en 2005 un but face au Chakhtar Donetsk, puis un but contre le PAOK Salonique.
Il dispute un total de 336 matchs dans les championnats professionnels roumains, inscrivant 38 buts. Il réalise sa meilleure performance lors de la saison 1999-2000, où il marque 6 buts.

### En équipe nationale
Marius Măldărășanu reçoit 8 sélections en équipe de Roumanie entre 2000 et 2006.
Il joue son premier match en équipe nationale le 2 février 2000 contre la Lettonie, et son dernier le 15 novembre 2006 contre l'Espagne.

## Palmarès
Il est champion de Roumanie en 1999 et en 2003 avec le Rapid Bucarest. Il remporte également la coupe de Roumanie à trois reprises en 2002, en 2006 et en 2007 et la supercoupe de Roumanie à quatre reprises en 1999, 2002, 2003 et 2007.
Lors de son bref passage hors de son pays natal, il est champion de Turquie  en 2003 avec le Beşiktaş. 